# Fédération de Sao Tomé-et-Principe de football
La Fédération de Sao Tomé-et-Principe de football (Federação Santomense de Futebol (pt) FSF) est une association regroupant les clubs de football de Sao Tomé-et-Principe et organisant les compétitions nationales et les matchs internationaux de la sélection de Sao Tomé-et-Principe.
La fédération nationale de Sao Tomé-et-Principe est fondée le 11 juillet 1975. Elle est affiliée à la FIFA depuis 1986, et est membre de la CAF.